# Manipulador telescópico

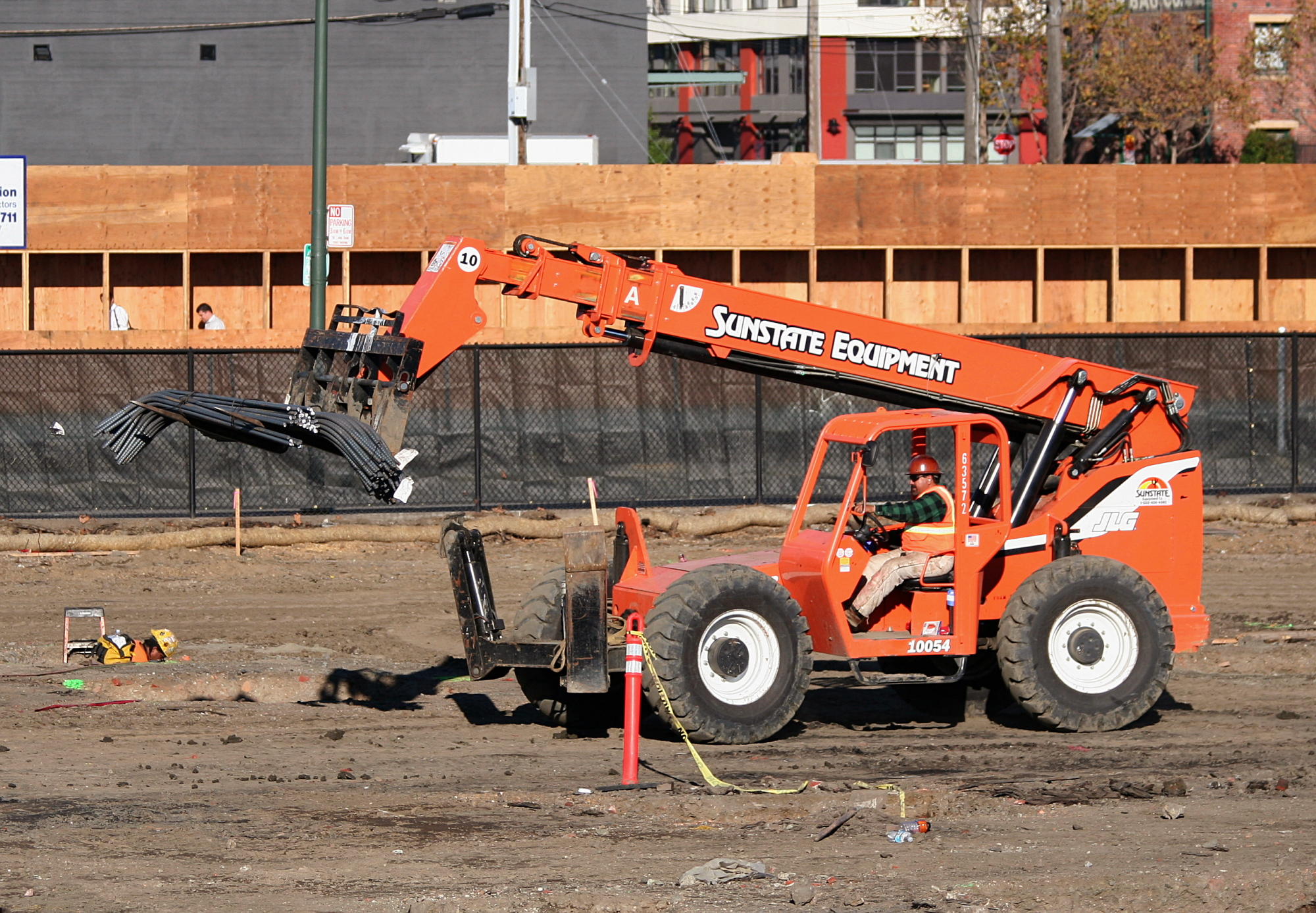
Manipulador Telescopico.

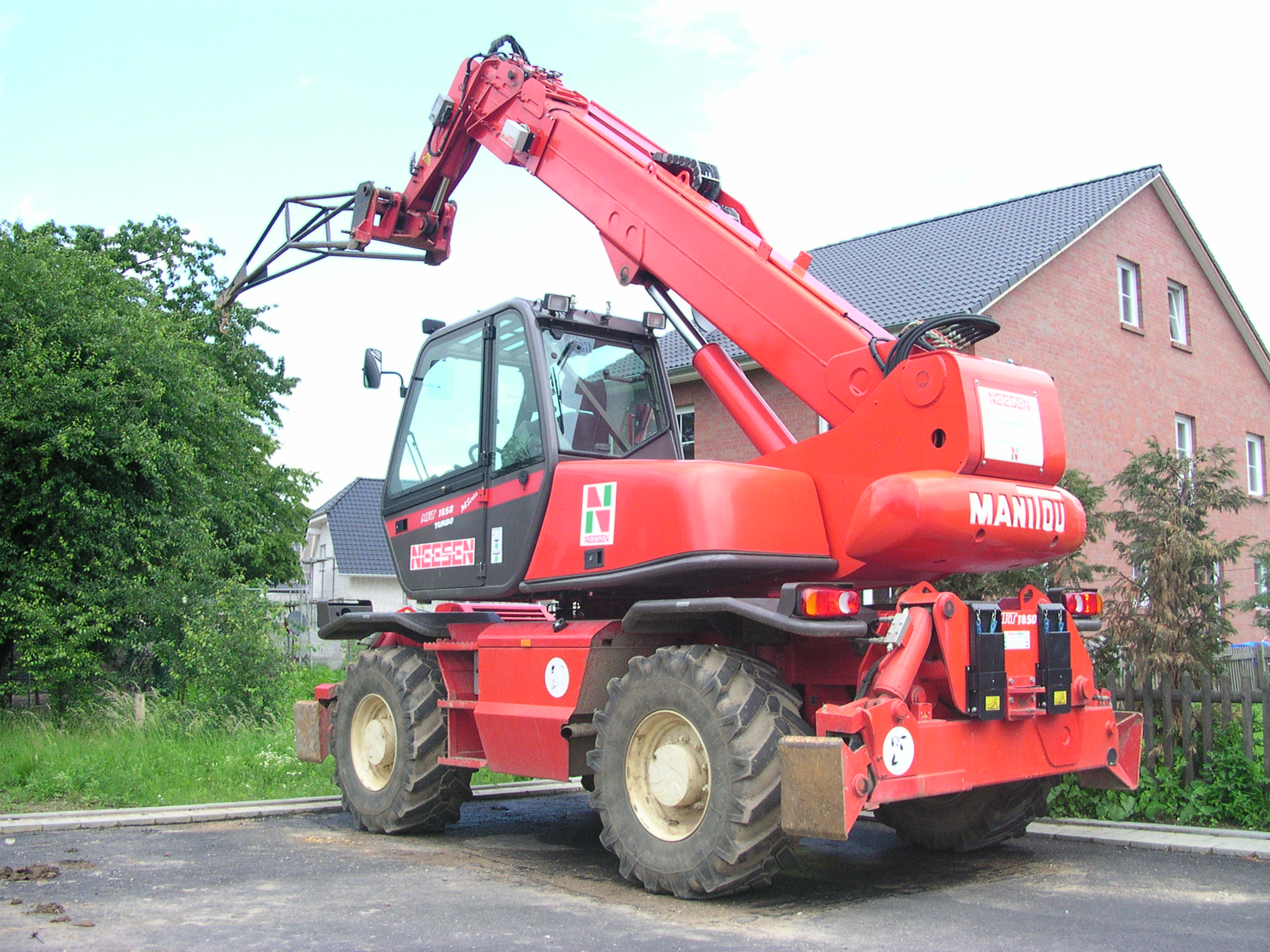
Manipulador Telescopico4x4.

Un manipulador telescópico, es una máquina muy utilizado en la agricultura y la industria. Es similar en apariencia y función a una carretilla elevadora, pero es más que una grúa elevadora, con la mayor versatilidad de un brazo telescópico que puede extenderse hacia delante y hacia arriba desde el vehículo. En el extremo de la pluma, el operador puede caber uno de varios accesorios, como un cubo, las horquillas de palets, agarrar lodo, o plataforma elevadora.
La aplicación más común es para mover cargas a lugares inaccesibles para una carretilla elevadora convencional. Por ejemplo, los manipuladores telescópicos tienen la capacidad de sacar la carga paletizada desde dentro de un remolque o colocar las cargas en techos y otros lugares altos. La última aplicación de otro modo requerirían de una grúa, que no siempre es práctico o eficiente.
La ventaja del manipulador telescópico es también su mayor limitación: como el auge o se extiende plantea teniendo una carga, actúa como una palanca y hace que el vehículo a ser cada vez más inestable, a pesar de contrapesos en la retaguardia. Esto significa que la capacidad de carga rápidamente disminuye a medida que el radio de trabajo (distancia entre la parte delantera de las ruedas y el centro de la carga) aumenta. Un vehículo con una capacidad de 5.000 libras con el telescópico puede ser capaz de levantar con seguridad tan poco como 400 libras con ella completamente extendida en un ángulo de la pluma baja. La misma máquina con un 5,000 libras de capacidad de elevación con el telescópico puede ser capaz de soportar hasta 10,000 libras con el auge de elevarse a 70 °. El operador está equipado con una carta de la carga que le ayuda a determinar si una determinada tarea es posible, teniendo en cuenta el peso, el ángulo de brazo y de la altura. En caso contrario, la mayoría de los manipuladores utilizan un ordenador que utiliza sensores para controlar el vehículo y avisará al operador y / o cortar la entrada de control adicionales si se exceden los límites del vehículo. Algunas máquinas también están equipadas con el frente los estabilizadores y pueden ser llamados móviles Grúas, que extienden la capacidad de elevación de los equipos, mientras que parado.
Los primeros modelos de manipulador telescópico que desarrollaron al principio tenían un auge montado en el centro en la parte delantera, con la cabina del conductor en la parte trasera, como en el Teleram 40, pero el diseño de chasis rígido con una parte trasera de brazo y de cabina montada a un lado se ha vuelto más popular.

## Usos del manipulador telescópico
La polivalencia de esta máquina hace que sea muy útil en diferentes sectores. Para cada tarea se usarán diferentes implementos, que permitirán al manipulador telescópico realizar las funciones de muchas otras máquinas:
- En el sector agrícola y ganadero, para tareas de excavación y carga (implemento cuchara, con o sin grapa), para transporte de palets y balas de paja (horquillas) o manipulación de cargas mediante pinzas.
- En el sector industrial y de la construcción, trabajos de excavación y carga (cucharas y cucharones), tareas de limpieza (barredora), transporte de cargas paletizadas (horquilla), elevación de operarios (cesta elevadora), elevación de cargas (plumín de grúa), limpieza de nieve (pala quitanieve), etc.
- En el sector de la jardinería y el paisajismo, para tareas de rastrillado (rastrillo hidráulico), para arar la tierra (rotocultivador), para hacer agujeros (ahoyador) y zanjas (zanjadora), para compactar el terreno (compactador vibrante o explanadora) y para tareas de desbroce (desbrozadora de cuchillas), entre otros.